# 巴塘马先蒿
巴塘马先蒿（学名：Pedicularis batangensis）为列当科马先蒿属的植物，是中国的特有植物。分布在中国大陆的四川等地，生长于海拔2,550米至3,100米的地区，一般生于干石山坡上，目前尚未由人工引种栽培。